# Малберг (Вестервалд)
Малберг (њем. Malberg) општина је у њемачкој савезној држави Рајна-Палатинат. Једно је од 119 општинских средишта округа Алтенкирхен (Вестервалд). Према процјени из 2010. у општини је живјело 1.066 становника. Посједује регионалну шифру (AGS) 7132066.

## Географски и демографски подаци
Малберг се налази у савезној држави Рајна-Палатинат у округу Алтенкирхен (Вестервалд). Општина се налази на надморској висини од 360–484 метра. Површина општине износи 4,3 km². У самом мјесту је, према процјени из 2010. године, живјело 1.066 становника. Просјечна густина становништва износи 247 становника/km².

## Међународна сарадња
| Мјесто | Држава    | Врста сарадње | Од    |
| ------ | --------- | ------------- | ----- |
|        | Француска | партнерство   | 1974. |
| Извор  |           |               |       |